# Bateria FB-36

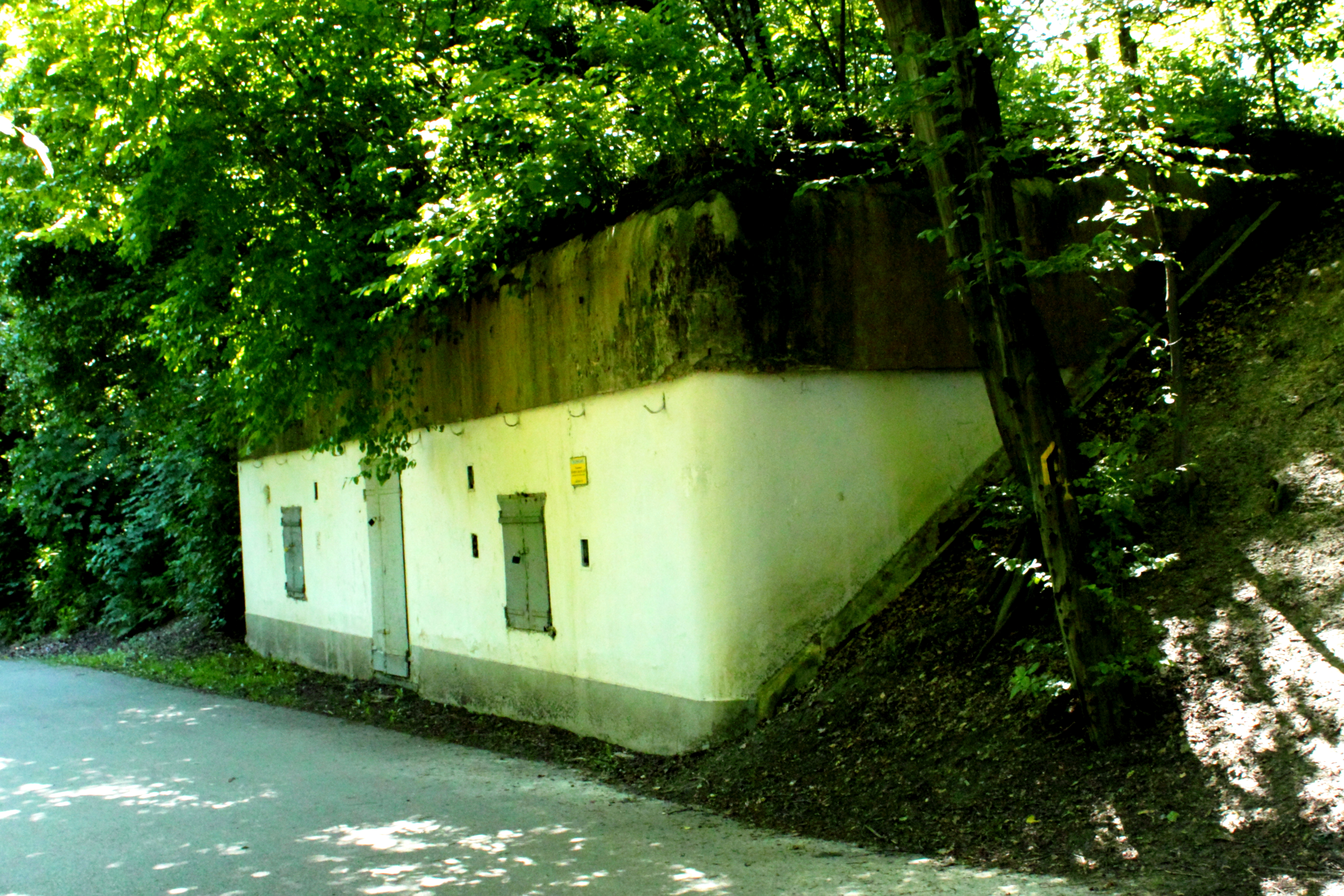
Kazamata baterii FB-36

Bateria forteczna FB 36 Ostra Góra (Permanetebatterie 36) – obiekt Twierdzy Kraków należący do zespołu dzieł obronnych fortu „Bielany”. Powstał ok. roku 1887, rozbudowany ok. 1910 roku.
Fosa obwodowa o przekroju klasycznym. Narys nieregularny, zbliżony do prostokąta o krótkim poprzełamywanym czole. Basteje w trzech narożnikach na lewym barku (pd.) i w szyi (wsch.). Wał kamienno-ziemny.
Obiekt znajduje się na Ostrej Górze, przy al. Astronomów w  Lasku Wolskim w Krakowie.